# Gerda Elata-Alster

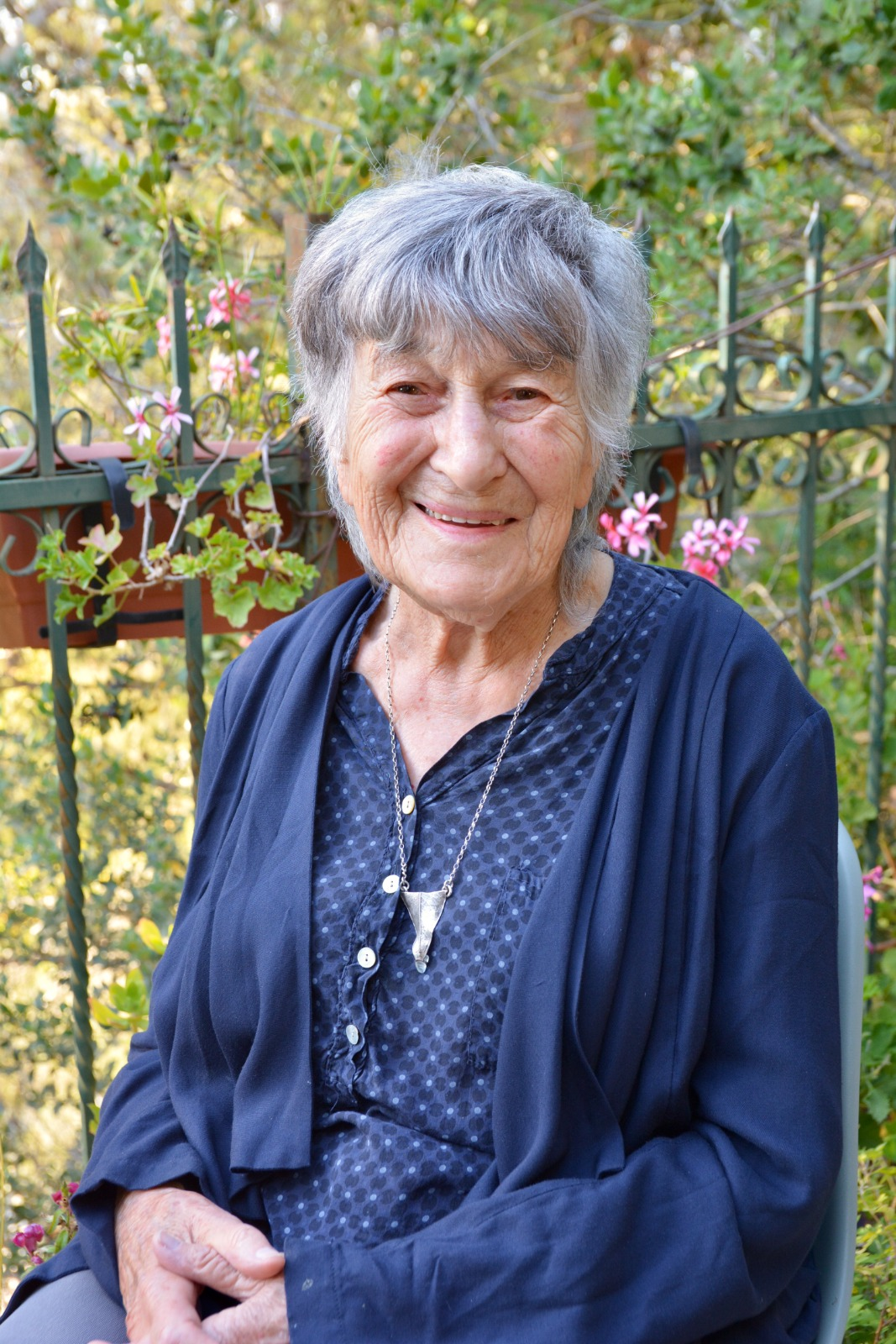
Gerda Elata-Alster (2024)

Gerda Elata-Alster (* 1930 als Gerda Thau in Wien) ist eine israelische Literaturwissenschaftlerin und war bis zu ihrer Emeritierung Professorin für Fremdsprachige Literatur und Linguistik an der Ben-Gurion-Universität im Negev in Beʾer Scheva. In Österreich geboren, emigrierte sie 1938 mit ihrer elterlichen Familie nach Holland und wanderte 1964 nach Israel aus, wo ihre wissenschaftliche Karriere stattfand.

## Leben
Gerda Thau wurde als die Älteste von drei Geschwistern 1930 in Wien geboren. Nach dem Anschluss Österreichs an das Deutsche Reich 1938 floh der Vater nach Holland und holte die Familie Ende 1938 nach. 1939 kam auch die Großmutter mütterlicherseits nach. Bereits in Kindheitsjahren lerne sie in mehreren Sprachen gleichzeitig: Deutsch, Niederländisch, Jiddisch und Hebräisch. Nach der Okkupation Hollands durch die deutschen Truppen verbarg sich die Familie unter falscher Identität – paraguayische Nationalität und der Religionsgemeinschaft der Karäer angehörend – in Hilversum. So blieb die ganze Familie von Verfolgung, Deportation und Ermordung verschont. Nach der Befreiung stellte sich heraus, dass ihre Nachbarn sehr wohl von dieser Tarnung wussten, den Deutschen aber nichts davon verrieten.
Nach dem Zweiten Weltkrieg schloss Gerda Thau 1948 das altsprachliche Lyzeum ab. 1952 heiratete sie Mordechai Alster, gemeinsam wollten sie nach Israel auswandern, was aber erst 1964 realisiert werden konnte. Mordechai Alster verstarb dort 1965 an Krebs, so blieb Gerda Alster mit ihren drei Kindern allein in Israel. An der Bar-Ilan-Universität in Ramat Gan bekam sie eine Stelle als Lecturer für Allgemeine und Hebräische Literaturwissenschaft. 1973 heiratete sie in zweiter Ehe Chaim Elata, der als Professor für Ingenieurwissenschaft an der Ben-Gurion-Universität in Beer Sheva tätig war und später Präsident der dortigen Universität wurde. Gerda Elata-Alster erwarb 1981 den Ph.D. an der Bar Ilan Universität und hatte danach verschiedene Stellen als Senior Lecturer und als Gastforscherin an Universitäten in England und den USA inne, bevor sie 1978 für Fremdsprachige Literatur und Linguistik an die Ben-Gurion-Universität in Beer Sheva berufen wurde. 2001 nahm sie die Franz-Rosenzweig-Gastprofessur an der Universität Kassel wahr.

## Wirken
Die Forschungen von Gerda Elata-Alster bewegen sich weit über die engeren Grenzen der Sprach- und Literaturwissenschaft hinaus, sie beziehen religionswissenschaftliche, philosophische, psychoanalytische, literaturtheoretische und politische Fragestellungen grundlegend mit ein. Eine besondere Eigenart ihrer Forschungsmethode ist die Verknüpfung der Hermeneutik mit der aus der Tradition des Midrasch gewonnenen Kunst auslegender Wiedererzählung. Ihre Publikationen und Denkvorlagen haben eine große Spannweite, die von der griechischen Literatur und Tragödie, mit denen sich ihre eigene Dissertation befasst, über die italienische Renaissance bis hin zur heutigen hebräischen und europäischen Gegenwartsliteratur.

## Schriften (in Auswahl)
- mit B.M. Mossel: Hadachlil. Leerboek van het Israëlisch Hebreeuws. Assen 1969, 2. Auflage 1976.
- On Noble and Base Hybris. Some Investigations into the Tragedies of Aeschylus. Dissertation, Bar Ilan 1981.
- Talk of the Town. Jewish Attitudes to Civic Culture, (in Vorbereitung).
- Gathering the Leaves and Squaring the Circle. Recording, Reading and Writing in Dante’s 'Vita Nuova' and 'Divina Commedia. In: Italian Quarterly. Band 24, Spring 1983.
- The King's Double Bind. Paradoxical Communication in the Parodos of Aeschylus Agamemnon. In: Arethusa. Band 18, Nr. 1, Spring 1985.
- mit B. Maoz: Some Basic Principles of Psychotherapy in the Light of the Philosophical Writing of Franz Rosenzweig. In: Wolfdietrich Schmied Kowarzik (Hg.): Der Philosoph Franz Rosenzweig (1886–1929). Internationaler Kongreß Kassel 1986. 2 Bände, München und Freiburg 1988.
- mit B. Maoz: Paradies, Geschichte und Messianische Zeit. In: Ursula Baumgardt und Ingrid Olbricht (Hg.): Suche nach dem Paradies. Illusionen, Wünsche, Realitäten. München 1989.
- mit B. Maoz: Trauma und Wunder. Erfahrung des Traumas als Wunder im Sinne der Philosophie Franz Rosenzweigs. In: Hilarion G. Petzold und Rolf Kuhn (Hg.): Psychotherapie und Philosophie: Philosophie als Psychotherapie?. Paderborn 1992.
- mit R. Salmon: Retracing a Writerly Text. In the Footsteps of a Midrashic Sequence on the Creation of the Male and the Female. In: Ann Loades und Michael McLain (Hg.): Hermeneutics, The Bible and Literary Criticism. London 1992.
- Speechless in the Desert. In: Literature and Theology. An International Journal of Theory, Criticism and Culture. Band 8, Nr. 3, 1994.
- "Returning the Glance from Elsewhere – Socratic Irony as/and the Tactics of Rhetorical Evasion: Who’s Afraid of the Big Bad Wolf", in: Cult and Culture: Studies in Cultural Meaning, Les Cahiers du CICC, 8 (Juillet 1999)
- Wanderungen sowie Schaue nicht zurück (nicht einmal im Zorn) – Sodom als Transzendenz. In: Wolfdietrich Schmied-Kowarzik (Hg.): Auseinandersetzungen mit dem zerstörten jüdischen Erbe. Franz-Rosenzweig-Gastvorlesungen (1999–2005). Kassel 2004.
- mit Benyamin Maoz und Natalia Skradol: Narcissism and Creativity. Trangulation in Franz Rosenzweig’s Life and Work in the Wake of the ‘Gritli’-Briefe. In: Wolfdietrich Schmied-Kowarzik (Hg.): Franz Rosenzweigs „neues Denken“. Internationaler Kongreß Kassel 2004. 2 Bände, Freiburg und München 2006.